# 2013年NBA选秀
2013年NBA选秀于2013年6月27日在美國纽约布鲁克林巴克萊中心举行。在本次选秀中，美國国家篮球协会在美国大学篮球业余运动员和其他符合资格的运动员中挑选球员。这是新奥尔良鹈鹕在改名后首次参与选秀。 
本次选秀的亮点包括：首次选中加拿大籍状元签、两位加拿大籍首轮签以及首位伊朗裔新秀。

## 选秀抽签
选秀的前14个签位归属于未能进入2013年NBA季后赛的球队；它们之间的选秀顺序是根据乐透抽签决定。乐透抽签会决定首轮前三个选秀名额的分配，首轮其他顺位以及第二轮选秀顺序都是按照前一个赛季中各队胜负记录逆序分配。
下表是2013年选秀抽签中，各队获得某一特定签位的概率，近似到小数点后三位。
| ^ | 表示实际抽签结果 |

| 球队           | 2012–13年成绩 | 抽签概率 | 顺位  | 顺位  | 顺位  | 顺位  | 顺位  | 顺位  | 顺位  | 顺位  | 顺位  | 顺位  | 顺位  | 顺位  | 顺位  | 顺位  |
| 球队           | 2012–13年成绩 | 抽签概率 | 1     | 2     | 3     | 4     | 5     | 6     | 7     | 8     | 9     | 10    | 11    | 12    | 13    | 14    |
| -------------- | ------------- | -------- | ----- | ----- | ----- | ----- | ----- | ----- | ----- | ----- | ----- | ----- | ----- | ----- | ----- | ----- |
| 奥兰多魔术     | 20–62         | 250      | .250  | .215^ | .178  | .358  | —     | —     | —     | —     | —     | —     | —     | —     | —     | —     |
| 夏洛特山猫     | 21–61         | 199      | .199  | .188  | .171  | .319^ | .123  | —     | —     | —     | —     | —     | —     | —     | —     | —     |
| 克里夫兰骑士   | 24–58         | 156      | .156^ | .157  | .156  | .226  | .265  | .040  | —     | —     | —     | —     | —     | —     | —     | —     |
| 菲尼克斯太阳   | 25–57         | 119      | .119  | .126  | .133  | .099  | .351^ | .161  | .013  | —     | —     | —     | —     | —     | —     | —     |
| 新奥尔良鹈鹕   | 27–55         | 88       | .088  | .097  | .107  | —     | .262  | .360^ | .161  | .012  | —     | —     | —     | —     | —     | —     |
| 萨克拉门托国王 | 28–54         | 63       | .063  | .071  | .081  | —     | —     | .440  | .304^ | .040  | .001  | —     | —     | —     | —     | —     |
| 底特律活塞     | 29–53         | 36       | .036  | .042  | .049  | —     | —     | —     | .599  | .253^ | .021  | .000  | —     | —     | —     | —     |
| 华盛顿奇才     | 29–53         | 35       | .035  | .041  | .048^ | —     | —     | —     | —     | .703  | .165  | .008  | .000  | —     | —     | —     |
| 明尼苏达森林狼 | 31–51         | 17       | .017  | .020  | .024  | —     | —     | —     | —     | —     | .813^ | .122  | .004  | .000  | —     | —     |
| 波特兰开拓者   | 33–49         | 11       | .011  | .013  | .016  | —     | —     | —     | —     | —     | —     | .870^ | .089  | .002  | .000  | —     |
| 费城76人       | 34–48         | 8        | .008  | .010  | .012  | —     | —     | —     | —     | —     | —     | —     | .907^ | .063  | .001  | .000  |
| 多伦多猛龙[1]  | 34–48         | 7        | .007  | .008  | .010  | —     | —     | —     | —     | —     | —     | —     | —     | .935^ | .039  | .000  |
| 达拉斯小牛     | 41–41         | 6        | .006  | .007  | .009  | —     | —     | —     | —     | —     | —     | —     | —     | —     | .960^ | .018  |
| 犹他爵士       | 43–39         | 5        | .005  | .006  | .007  | —     | —     | —     | —     | —     | —     | —     | —     | —     | —     | .982^ |

## 选秀情况
| PG | 控球后卫 | SG | 得分后卫 | SF | 小前锋 | PF | 大前锋 | C | 中锋 |

| ^ | 表示此球员已被列入篮球名人堂               |
| * | 表示此球员被选入参加全明星赛并进入最佳阵容 |
| + | 表示此球员被选入参加全明星赛               |
| x | 表示此球员进入最佳阵容                     |
| ~ | 表示此球员被選為年度新人王                 |
| # | 表示此球员从未在NBA打球                    |

| 轮数 | 顺位 | 球员                     | 场上位置 | 国籍       | 球队                                                                                   | 学校/俱乐部                          |
| ---- | ---- | ------------------------ | -------- | ---------- | -------------------------------------------------------------------------------------- | ------------------------------------ |
| 1    | 1    | 安东尼·本内特            | PF       | 加拿大     | 克里夫兰骑士                                                                           | 内华达大学拉斯维加斯分校（一年级）   |
| 1    | 2    | 维克托·奥拉迪波*         | SG       | 美国       | 奥兰多魔术                                                                             | 印第安纳大学（三年级）               |
| 1    | 3    | 奥图·波特                | SF       | 美国       | 华盛顿奇才                                                                             | 乔治城大学（二年级）                 |
| 1    | 4    | 科迪·蔡勒                | C        | 美国       | 夏洛特山猫                                                                             | 印第安纳大学（二年级）               |
| 1    | 5    | 亞歷克斯·莱恩            | C        | 乌克兰     | 菲尼克斯太阳                                                                           | 马里兰大学（二年级）                 |
| 1    | 6    | 诺伦斯·诺尔              | C        | 美国       | 新奥尔良鹈鹕（交易到费城76人）                                                         | 肯塔基大学（一年级）                 |
| 1    | 7    | 本·麦克勒莫尔            | SG       | 美国       | 萨克拉门托国王                                                                         | 堪萨斯大学（一年级）                 |
| 1    | 8    | 肯塔维奥斯·卡德维尔-波普 | SG       | 美国       | 底特律活塞                                                                             | 喬治亞大學（二年级）                 |
| 1    | 9    | 特雷·伯克                | PG       | 美国       | 明尼苏达森林狼（交易到犹他爵士）                                                       | 密歇根大学（二年级）                 |
| 1    | 10   | C·J·麦科勒姆             | SG       | 美国       | 波特兰开拓者                                                                           | 理海大學（四年级）                   |
| 1    | 11   | 麥可·卡特-威廉斯~        | PG       | 美国       | 费城76人                                                                               | 雪城大學（二年级）                   |
| 1    | 12   | 史蒂文·亚当斯            | C        | 新西兰     | 俄克拉荷马城雷霆 （来自多伦多猛龙，经手休斯敦火箭）                                    | 匹兹堡大学（一年级）                 |
| 1    | 13   | 凯利·奥利尼克            | C        | 加拿大     | 达拉斯小牛（交易到波士顿凯尔特人）                                                     | 贡萨加大学（三年级）                 |
| 1    | 14   | 沙巴兹·穆罕默德          | G/F      | 美国       | 犹他爵士（交易到明尼苏达森林狼）                                                       | 加州大学洛杉矶分校（一年级）         |
| 1    | 15   | 揚尼斯·阿德托昆博*       | PF       | 希腊       | 密尔沃基雄鹿                                                                           | 菲拉斯蒂科斯篮球俱乐部（希腊）       |
| 1    | 16   | 卢卡斯·诺盖拉            | C        | 巴西       | 波士顿凯尔特人（交易到亚特兰大鹰，经手达拉斯小牛）                                     | 學生（西班牙）                       |
| 1    | 17   | 丹尼斯·施洛德            | PG       | 德国       | 亚特兰大鹰                                                                             | 帕托马斯布伦斯维克篮球俱乐部（德国） |
| 1    | 18   | 肖恩·拉金                | PG       | 美国       | 亚特兰大鹰（来自休斯敦火箭，经手布鲁克林篮网， 交易到达拉斯小牛）                      | 迈阿密大学（二年级）                 |
| 1    | 19   | 赛尔吉·卡拉肖夫          | G/F      | 俄羅斯     | 克里夫兰骑士（来自洛杉矶湖人）                                                         | 柳别尔齐胜利篮球俱乐部（俄罗斯）     |
| 1    | 20   | 托尼·斯内尔              | SF       | 美国       | 芝加哥公牛                                                                             | 新墨西哥大學（三年级）               |
| 1    | 21   | 格基·迪恩                | C        | 塞内加尔   | 犹他爵士（来自金州勇士，经手布鲁克林篮网， 交易到明尼苏达森林狼）                      | 路易斯維爾大學（三年级）             |
| 1    | 22   | 梅森·普朗姆利            | C        | 美国       | 布鲁克林篮网                                                                           | 杜克大学（四年级）                   |
| 1    | 23   | 所罗门·希尔              | SF       | 美国       | 印第安纳步行者                                                                         | 亚利桑那大学（四年级）               |
| 1    | 24   | 小蒂姆·哈达威            | SG       | 美国       | 纽约尼克斯                                                                             | 密歇根大学（三年级）                 |
| 1    | 25   | 雷吉·布洛克              | SG       | 美国       | 洛杉矶快船                                                                             | 北卡罗莱纳大学（三年级）             |
| 1    | 26   | 安德鲁·罗伯森            | SF       | 美国       | 明尼苏达森林狼（来自孟菲斯灰熊，经手休斯敦火箭；交易到俄克拉荷马城雷霆，经手金州勇士） | 科罗拉多大学（三年级）               |
| 1    | 27   | 鲁迪·戈贝尔*             | C        | 法國       | 丹佛掘金（交易给犹他爵士）                                                             | 肖莱特篮球俱乐部（法国）             |
| 1    | 28   | 利维奥·简-查尔斯#        | SF       | 法國       | 圣安东尼奥马刺                                                                         | ASVEL Basket（法国）                 |
| 1    | 29   | 阿奇·古德溫              | SG       | 美国       | 俄克拉荷马城雷霆（交易到菲尼克斯太阳，经手金州勇士）                                   | 肯塔基大学（一年级）                 |
| 1    | 30   | 内马尼亚·内德维奇        | PG       | 塞爾維亞   | 菲尼克斯太阳 （来自迈阿密热火，经手克里夫兰骑士和洛杉矶湖人； 交易给金州勇士）         | 利杜禾斯队篮球俱乐部（立陶宛）       |
| 2    | 31   | 阿伦·克拉布              | SG       | 美国       | 克里夫兰骑士（来自奥兰多魔术， 交易到波特兰开拓者）                                    | 加州大学伯克利分校（三年级）         |
| 2    | 32   | 阿萊克斯·阿布里恩斯      | SG/SF    | 西班牙     | 俄克拉荷马城雷霆（来自夏洛特山猫，经手波士顿凯尔特人、休斯敦火箭）                     | 巴塞罗那篮球俱乐部（西班牙）         |
| 2    | 33   | 卡里克·菲利克斯          | SG       | 美国       | 克里夫兰骑士                                                                           | 亚利桑那州立大学（四年级）           |
| 2    | 34   | 以赛亚·迦南              | PG       | 美国       | 休斯敦火箭（来自菲尼克斯太阳）                                                         | 莫瑞州立大学（四年级）               |
| 2    | 35   | 小格伦·莱斯              | SG       | 美国       | 费城76人（来自新奥尔良鹈鹕， 交易到华盛顿奇才）                                        | 里奥格兰德山谷毒蛇（NBDL）           |
| 2    | 36   | 雷·麦卡勒姆              | PG       | 美国       | 萨克拉门托国王                                                                         | 底特律大学（三年级）                 |
| 2    | 37   | 托尼·米切尔              | PF       | 美国       | 底特律活塞                                                                             | 北德克萨斯州大学（二年级）           |
| 2    | 38   | 内特·沃尔特斯            | PG       | 美国       | 华盛顿奇才（交易到密尔沃基雄鹿，经手费城76人）                                         | 南达科塔州立大学（四年级）           |
| 2    | 39   | 杰夫·威西                | C        | 美国       | 波特兰开拓者（来自明尼苏达森林狼，经手克里夫兰骑士和波士顿凯尔特人）                   | 堪萨斯大学（四年级）                 |
| 2    | 40   | 格兰特·贾莱特            | PF       | 美国       | 波特兰开拓者（交易到俄克拉荷马城雷霆）                                                 | 亚利桑那大学（一年级）               |
| 2    | 41   | 贾马尔·富兰克林          | SG       | 美国       | 孟菲斯灰熊（来自多伦多猛龙，经手达拉斯小牛)                                            | 圣迭戈州立大学（三年级）             |
| 2    | 42   | 皮埃尔·杰克逊#           | PG       | 美国       | 费城76人（交易到新奥尔良鹈鹕）                                                         | 贝勒大学（四年级）                   |
| 2    | 43   | 里基·莱多                | SG       | 美国       | 密尔沃基雄鹿（交易到达拉斯小牛，经手费城76人）                                         | 普洛威顿斯学院（一年级）             |
| 2    | 44   | 迈克·穆斯卡拉            | C        | 美国       | 达拉斯小牛（交易到亚特兰大鹰）                                                         | 巴克内尔大学（四年级）               |
| 2    | 45   | 马尔科·托多罗维奇#       | PF/C     | 蒙特內哥羅 | 波特兰开拓者（来自波士顿凯尔特人）                                                     | 巴塞罗那篮球俱乐部（西班牙）         |
| 2    | 46   | 埃里克·格林              | PG       | 美国       | 犹他爵士 （交易到丹佛掘金）                                                            | 弗吉尼亚理工学院暨州立大学（四年级） |
| 2    | 47   | 劳尔·内托                | PG       | 巴西       | 亚特兰大鹰                                                                             | （西班牙）                           |
| 2    | 48   | 莱恩·凯利                | PF       | 美国       | 洛杉矶湖人                                                                             | 杜克大学（四年级）                   |
| 2    | 49   | 埃里克·墨菲              | PF       | 美国/ 芬兰 | 芝加哥公牛                                                                             | 佛罗里达大学（四年级）               |
| 2    | 50   | 詹姆斯·恩尼斯            | SF       | 美国       | 亚特兰大鹰（交易到迈阿密热火）                                                         | 加州大学长滩分校（四年级）           |
| 2    | 51   | 罗梅罗·奥斯比#           | PF       | 美国       | 奥兰多魔术（来自丹佛掘金）                                                             | 俄克拉何马大学（四年级）             |
| 2    | 52   | 罗伦佐·布朗              | PG       | 美国       | 明尼苏达森林狼（来自布鲁克林篮网）                                                     | 北卡罗来纳州立大学（三年级）         |
| 2    | 53   | 科尔顿·艾弗森#           | C        | 美国       | 印第安纳步行者（交易到波士顿凯尔特人）                                                 | 科罗拉多州立大学（四年级）           |
| 2    | 54   | 阿尔萨兰·卡齐米#         | PF       | 伊朗       | 华盛顿奇才（来自纽约尼克斯， 交易到费城76人）                                          | 俄勒冈大学（四年级）                 |
| 2    | 55   | 乔弗里·洛韦尔涅          | C        | 法國       | 孟菲斯灰熊（交易到丹佛掘金）                                                           | 贝尔格莱德游击篮球俱乐部（塞尔维亚） |
| 2    | 56   | 佩顿·锡瓦                | PG       | 美国       | 底特律活塞（来自洛杉矶快船）                                                           | 路易斯维尔大学（四年级）             |
| 2    | 57   | 艾利克斯·奥里亚奇#       | C        | 美国       | 菲尼克斯太阳（来自丹佛掘金，经手洛杉矶湖人）                                           | 密苏里大学（四年级）                 |
| 2    | 58   | 德肖恩·托马斯#           | SF       | 美国       | 圣安东尼奥马刺                                                                         | 俄亥俄州立大学（三年级）             |
| 2    | 59   | 博扬·杜波杰维奇#         | PF       | 蒙特內哥羅 | 明尼苏达森林狼 （来自俄克拉荷马城雷霆）                                                | 瓦伦西亚篮球俱乐部（西班牙）         |
| 2    | 60   | 雅尼斯·蒂玛#             | SF       | 拉脫維亞   | 孟菲斯灰熊（来自迈阿密热火）                                                           | 文茨皮尔斯篮球俱乐部（拉脱维亚）     |

## 涉及选秀权的交易

### 选秀前交易
在选秀日之前，球队之间进行了如下交易并导致了选秀权的易手。
1. 1 2  2012年7月5日，俄克拉荷马城雷霆在与休斯敦火箭的交易中送出詹姆斯·哈登、科尔·阿尔德里奇、戴奎恩·库克和拉扎尔·海沃德（英语：Lazar Hayward），换得一个2013年首轮选秀权（第12顺位）、一个2013年次轮选秀权（第32顺位）、一个未来受保护的首轮前20顺位选秀权（来自达拉斯小牛）、凱文·馬丁以及杰里米·兰姆。在同一天，休斯敦火箭在同多伦多猛龙的交易中送出凯尔·洛里，换来加里·福布斯以及一个2013年首轮选秀权（第12顺位）。[4]2012年7月20日，休斯敦在于波士顿凯尔特人达成的有关考特尼·李的先签后换协议中得到了贾胡安·约翰逊、伊托万·摩尔、肖恩·威廉斯以及一个32顺位选秀权。[5]2012年6月26日，俄克拉荷马城雷霆由于杰夫·格林的心脏问题被强制把自己的32顺位签送给波士顿凯尔特人。[6]2011年12月19日，俄克拉荷马城在与夏洛特山猫的交易中送出拜伦·穆伦斯换得第32顺位选秀权。[7]
2. ↑  2012年7月11日，亚特兰大鹰在与布鲁克林篮网的交易中送出乔·约翰逊，换来2013年首轮选秀权（第18顺位）。[8]之前，在2010年12月15日，篮网在一次三方交易中从休斯敦火箭得到萨沙·武贾西奇以及一个附条件的首轮选秀权。[9]
3. 1 2  2012年3月15日，克里夫兰骑士送出拉蒙·塞申斯和克里斯蒂安·埃延加，换得卢克·沃尔顿、贾森·卡波诺、一个附条件的2012年首轮选秀权以及可以交换2013年首轮签中最差签位的权利。骑士自己拿到状元签，迈阿密热火拿到首轮第20顺位，因此根据其选择权，它拿到了湖人的第19顺位签，湖人则拿到了热火的第30顺位签。在此之前，2010年7月10日，骑士在与热火有关勒布朗·詹姆斯的先签后换交易中获得了热火的第30顺位签。[10]
4. ↑  2011年2月23日，犹他爵士在与布鲁克林篮网的交易中送出德隆·威廉姆斯，换得德文·哈里斯、德里克·费佛斯、2011年以及2013年首轮签（第21顺位）。[11]之前，2008年7月22日，篮网在与金州勇士的交易中送出马库斯·威廉姆斯，换得一个附条件的首轮选秀权（第21顺位）。[12]
5. ↑  2011年6月23日，明尼苏达森林狼在与休斯敦火箭的交易中送出乔尼·弗林、多纳塔斯·莫泰尤纳斯的签约权以及一个2012年次轮选秀权，换得布拉德·米勒、尼古拉·米罗蒂奇和钱德勒·帕森斯的签约权以及一个2013年首轮选秀权（第25顺位）。[13]之前，2011年2月24日，火箭在与孟菲斯灰熊的交易中送出了肖恩·巴蒂尔和伊斯梅尔·史密斯，换来哈希姆·泰比特、德马雷·卡罗尔以及一个2013年首轮选秀权。[14]
6. 1 2  2012年6月11日，菲尼克斯太阳在与洛杉矶湖人有关史蒂夫·纳什先签后换的交易中得到了一个2013年首轮选秀权（第30顺位）、一个2013年次轮选秀权（第57顺位）、2014年次轮选秀权以及2015年首轮选秀权。[15]在此之前，2011年6月23日，湖人在与丹佛掘金的交易中送出丘库迪耶贝尔·马杜阿本（英语：Chukwudiebere Maduabum）的选秀权换来了一个未来次轮选秀权（第57顺位）。[16]
7. ↑  2011年6月24日，克里夫兰骑士在与奥兰多魔术的交易中送出贾斯汀·哈珀（英语：Justin Harper (basketball)），得到2个未来次轮选秀权（包括第31顺位）。[17]
8. ↑  2013年2月21日，休斯敦火箭在与菲尼克斯太阳的交易中送出马库斯·莫里斯，换得2013年次轮选秀权（第34顺位）。[18]
9. ↑  2012年1月4日，费城76人在一次关于马利斯·斯贝茨的三方交易中获得来自孟菲斯灰熊的2012年次轮选秀权和来自新奥尔良黄蜂的2013次轮选秀权（第35顺位）。[19]
10. 1 2  2012年7月20日，波特兰开拓者在一个涉及考特尼·李的三方先签后换交易中，从波士顿凯尔特人得到了萨沙·帕夫洛维奇、第39顺位和第45顺位选秀签。[5]之前，2011年2月24日，波士顿在与克里夫兰骑士的交易中送出赛米·埃尔登和卢克·哈兰高迪（英语：Luke Harangody），换得第39顺位签。[21]之前，2010年7月27日，骑士在和明尼苏达森林狼的交易中送出德隆蒂·韋斯特和塞巴斯蒂安·特尔费尔，换来第39顺位签、拉蒙·塞申斯和莱恩·霍林斯。[22]
11. ↑  2013年6月30日，孟菲斯灰熊在一次关于鲁迪·盖伊的四方交易中得到了来自多伦多猛龙的艾德·戴维斯、何塞·卡尔德隆以及一个2013年第二轮选秀权（第41顺位）。[23]之前，2011年1月23日，猛龙在和达拉斯小牛的交易中送出乔吉奥斯·普林特西斯的选秀权，换来阿莱克西·阿金萨和第41顺位选秀签。这一签位是2010年选秀时猛龙为交换所罗门·阿拉比的选秀权送给小牛的。[24]
12. ↑  2012年8月10日，奥兰多魔术在一次关于德怀特·霍华德的四队交易中从丹佛掘金获得了一个2013年次轮选秀权（第51顺位）。魔术还获得了2014、2015和2017年的选秀权。[26]
13. ↑  2011年6月23日，明尼苏达森林狼在与新泽西网的交易中送出博扬·博格达诺维奇，换到一个2013年次轮选秀权（第52顺位）。[27]
14. ↑  2011年12月10日，华盛顿奇才在一次涉及泰森·钱德勒的三方交易中从达拉斯小牛得到罗尼·图里亚夫（英语：Ronny Turiaf）、一个2012年次轮选秀权，从纽约尼克斯得到一个2013年次轮选秀权（第54顺位）。[28]
15. ↑  2009年2月16日，底特律活塞在与洛杉矶快船的交易中送出2011年次轮选秀权和亚利克斯·阿克，换来2013年次轮选秀权（第56顺位）。[29]
16. ↑  2011年12月13日，明尼苏达森林狼在与俄克拉荷马城雷霆的交易中送出了拉扎尔·海沃德（英语：Lazar Hayward），换到罗伯特·瓦登（英语：Robert Vaden）、一个2012年次轮选秀权以及一个未来附条件的次轮选秀权（第59顺位）。[30]
17. ↑  2013年2月21日，孟菲斯灰熊在与迈阿密热火的交易中送出了瑞奇·桑切斯（英语：Ricky Sánchez），得到德克斯特·皮特曼（英语：Dexter Pittman）和2013年次轮选秀权（第60顺位）。[31]

### 选秀日交易
在选秀日当天进行了如下涉及到选秀球员的交易。
1. 1 2  新奥尔良鹈鹕在与费城76人的交易中送出第6顺位的诺伦斯·诺尔和2014年一个受保护的首轮签位，换来朱·霍勒迪和第42顺位的皮埃尔·杰克逊。[3]
2. 1 2 3  明尼苏达森林狼在与犹他爵士的交易中送出第9顺位的特雷·伯克，换得第14顺位的沙巴兹·穆罕默德和第21顺位的格基·迪恩。[3]
3. 1 2  达拉斯小牛在与波士顿凯尔特人的交易中送出第13顺位的凯利·奥利尼克，换得第16顺位的卢卡斯·诺盖拉以及两个2014年次轮选秀权。[3]
4. 1 2 3  达拉斯小牛在与亚特兰大鹰的交易中送出第16顺位的卢卡斯·诺盖拉、后卫贾里德·坎宁安以及第44顺位迈克·穆斯卡拉，换来第18顺位的肖恩·拉金。[3]
5. 1 2  明尼苏达森林狼在与金州勇士的交易中送出第26顺位的安德鲁·罗伯森和马尔科姆·李，得到一个2014年次轮选秀权和现金。勇士接着将罗伯森交易给俄克拉荷马城雷霆，换得第29顺位的阿奇·古德溫和一些现金。[3]
6. 1 2  丹佛掘金在与犹他爵士的交易中送出27顺位的鲁迪·戈贝尔，换来第46顺位的埃里克·格林和现金。[3]
7. 1 2  金州勇士在与菲尼克斯太阳的交易中送出第29顺位的阿奇·古德溫以及马尔科姆·李，换得第30顺位的内马尼亚·内德维奇。[3]
8. ↑  克里夫兰骑士在与波特兰开拓者的交易中送出第31顺位的阿伦·克拉布，换来2个未来次轮选秀权。[3]
9. 1 2 3  费城76人在与华盛顿奇才的交易中送出第35顺位的小格伦·莱斯，换来38顺位的内特·沃尔特斯和54顺位的阿尔萨兰·卡齐米。[3]
10. 1 2  费城76人在与密尔沃基雄鹿的交易中送出了第38顺位的内特·沃尔特斯，换到第43顺位的里基·莱多和一个未来第二轮选秀权。[20]
11. ↑  波特兰开拓者在与俄克拉何马城雷霆的交易中送出第40顺位的格兰特·贾莱特换取现金。[3]
12. ↑  费城76人在与达拉斯小牛的交易中送出第43顺位的里基·莱多，换到2014年的次轮选秀权（通过凯利·奥里尼克-卢卡斯·诺盖拉交易得到的来自凯尔特人的2014年签）。[25]
13. ↑  亚特兰大鹰在与迈阿密热火的交易中送出第50顺位的詹姆斯·恩尼斯，得到一个未来次轮选秀权。[3]
14. ↑  印第安纳步行者在与波士顿凯尔特人的交易中送出第53顺位的科尔顿·艾弗森，换取到现金。[3]
15. ↑  孟菲斯灰熊在和丹佛掘金的交易中送出达雷尔·亚瑟和第55顺位的乔弗里·洛韦尔涅，换到科斯塔·库佛斯。[3]